# Cab Calloway
Cabell "Cab" Calloway III (Rochester, 25 de Dezembro de 1907 - Hockessin, 18 de Novembro de 1994) foi um famoso cantor norte-americano de jazz e líder de banda.

## Biografia
Nasceu em uma família de classe média em Rochester, Nova Iorque, no natal de 1907. Em 1931, gravou a famosa "Minnie the Moocher" (que mais tarde apareceria no famoso desenho da Betty Boop, assim como as músicas "St James Infirmary Blues" e "The Old Man of the Mountain", ambas cantadas por Cab).
Calloway tinha um estilo enérgico de cantar e liderou uma das mais famosas big bands dos Estados Unidos, no começo de 1930 até o final de 1940. A orquestra de Calloway contava com instrumentistas que incluia os trompetistas Dizzy Gillespie e Adolphus "Doc" Cheatham, saxofonista Ben Webster e Leon "Chu" Berry, o violonista de Nova Orleães, Danny Baker, e baixista Milt Hilton.
Gravou inúmeros filmes, se mostrando um ótimo ator e excelente dançarino, misturando elementos de sapateado com passos que remetiam à dança de rua popularizada somente nos anos 1970. 
Cab Calloway continuou a atuar até sua morte em 1994, com 86 anos.